# Ścieżki wojny
Ścieżki wojny (tyt. oryg. Shtigje të luftës) – albański czarno-biały film fabularny z roku 1974 w reżyserii Piro Milkaniego.

## Opis fabuły
Akcja filmu rozgrywa się w czasie II wojny światowej. Partyzant Kanan jest znany w całej krainie Peza. Przyłącza się do niego Shaban, mieszkaniec wsi, którą spalili okupanci. Czyny partyzantów budzą powszechny podziw i powodują, że ludność masowo przyłącza się do ruchu oporu.
Film realizowano w Tiranie.

## Obsada
- Timo Flloko jako Kanan
- Robert Ndrenika jako Shaban
- Perika Gjezi jako komisarz
- Pandi Raidhi jako ojciec Shabana
- Albert Verria jako Jani Ferra
- Birçe Hasko jako partyzant
- Rikard Ljarja jako Rrema
- Guljelm Radoja jako fotograf
- Minella Borova jako student
- Elida Cangonji jako nauczycielka
- Liza Laska jako matka Rremy
- Sandër Prosi jako generał
- Niko Kanxheri jako delegat
- Zef Bushati jako kapitan amerykański
- Zija Grapshi
- Ferdinand Radi
- Ndrek Luca